# Guillaume de Lorris
Guillaume de Lorris (parfois de Loris ou de Lorry) est un poète français du Moyen Âge né vers 1200 et mort vers 1238.

## Biographie
À l'exception de son lieu de naissance (peut-être dans la commune libre de Lorris, à une cinquantaine de kilomètres à l'est d'Orléans) et de son extraction noble, on ne sait quasiment rien de sa vie.

Protégé du comte de Poitiers, il est l'auteur de la première partie du Roman de la rose, environ 4 000 vers, qu'il laisse inachevé et que Jean de Meung terminera une quarantaine d'années plus tard.

## Œuvre

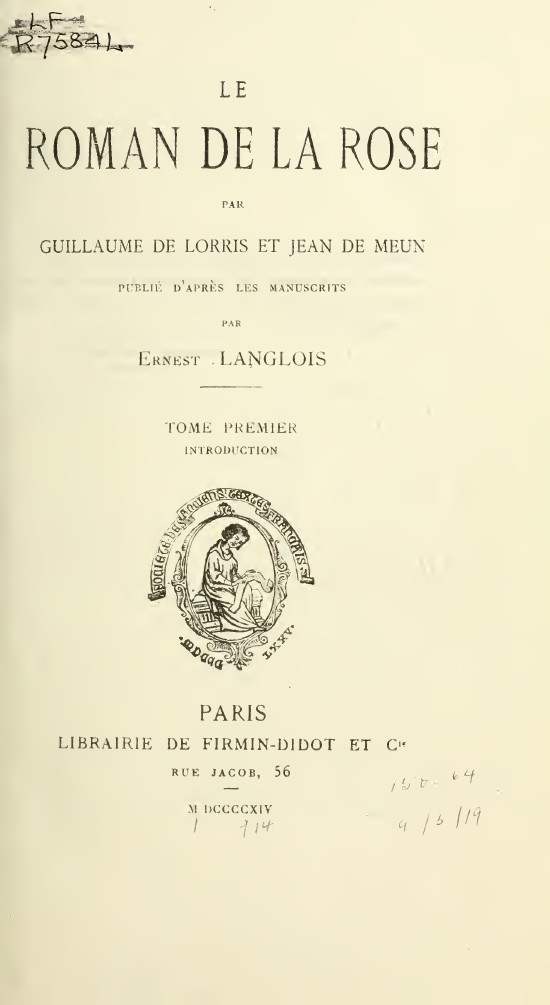
Le Roman de la Rose (éd. 1914).

- Avec Jean de Meung, Le Roman de la Rose, Firmin-Didot (Paris)[2]